# Michael Baughen
Michael Alfred Baughen (* 7. Juni 1930 in Borehamwood, Hertfordshire) ist ein britischer anglikanischer Theologe. Er war von 1982 bis 1996 Bischof von Chester in der Church of England.
Baughen wurde als Sohn von Alfred Henry Baughen († 1956) und dessen Ehefrau Clarice Adelaide Baughen († 1986) in der Grafschaft Hertfordshire geboren. Er besuchte die Bromley County Grammar School (Ravensbourne School) in der Grafschaft Kent und studierte an der University of London. Von 1946 bis 1948 und 1950/1951 arbeitete er bei der Martins Bank. Von 1948 bis 1950 leistete er seinen Militärdienst bei den Royal Signals ab. Zur Vorbereitung auf das Priesteramt studierte er von 1951 bis 1956 Theologie am Oak Hill Theological College in Southgate. 1956 wurde er zum Diakon geweiht; 1957 folgte die Priesterweihe. Seine Priesterlaufbahn begann er von 1956 bis 1959 als Vikar (Curate) im Stadtteil Hyson Green in Nottingham. Von 1959 bis 1961 war er Vikar in Reigate in der Grafschaft Surrey. Von 1961 bis 1964 war er als Sekretär (Candidates Secretary) bei der Church Pastoral Aid Society tätig. Von 1964 bis 1970 war er Pfarrer (Rector) an der Holy Trinity Church in Platt Lane, Rusholme, einem Vorort von Manchester. Von 1970 bis 1982 war er Pfarrer (1970–1975 als Vicar; 1975–1982 als Rector) an All Souls, Langham Place in London. Er war in dieser Zeit gleichzeitig Bezirksdekan (Area Dean) von St Marylebone (1978–1982) und Präbendar (Prebendary) an der St Paul’s Cathedral (1979–1982). 1982 wurde er zum Bischof geweiht. 1982 wurde er, als Nachfolger von Victor Whitsey, der 39. Bischof von Chester in der Church of England. Im August 1996 ging er in den Ruhestand. Sein Nachfolger wurde John Richard Packer. Nach seinem Ruhestand wirkte er als Ehrenamtlicher Hilfsbischof (Honorary Assistant Bishop) in der Diözese von London und in der Diözese von Southwark.
Baughen übte verschiedene weitere Kirchenämter aus. Er war von 1975 bis 1982 Mitglied der Generalsynode der Church of England. Er war außerdem Vorsitzender (Chairman) des Central Readers’ Council, des Committee for State aid for Churches in Use und der Evangelical Anglican Leaders’ Conference.
Baughen gehörte dem konservativen, evangelikalen Flügel der Church of England an. Zu seinen theologischen und seelsorgerischen Schwerpunkten gehörten die Gottesverehrung im christlichen Gemeindeleben, Evangelismus und Missionierung, die Förderung des christlichen Glaubens und die Priesterausbildung.
1994 erhielt er die Ehrendoktorwürde (Hon LLB, Bachelor of Laws) der University of Liverpool.
Baughen ist auch ein bekannter Verfasser von Texten und als Komponist von Kirchenliedern und Kirchenhymnen. Er ist Herausgeber, Textdichter und Komponist des Gesangbuchs Youth Praise  (Band 1, 1964; Band 2, 1969) und Psalm Praise (1973). Bei dem Liederbuch Hymns for Today's Church (Jubilate Hymns, 1982) war er Herausgeber (consultant editor) und Mitverfasser; bei Sing Glory (2000) war er „Editorial Chairman“. Baughen verfasste außerdem die Bücher Moses and the Venture of Faith (1978), Your Marriage (1994, zusammen mit Myrtle Baughen) und The Prayer Principle (Wiederveröffentlichung 1996).
1956 heiratete er Myrtle Newcomb Phillips. Aus der Ehe gingen drei Kinder, zwei Söhne und eine Tochter, hervor. Baughen lebte in Guildford, Surrey. Nach seinem Ruhestand kehrte er mit seiner Frau nach London zurück. Zu seinen Hobbys gehören Musik, Eisenbahnen, Fotografieren, Reisen, Bergwandern und Alpinismus.

## Mitgliedschaft im House of Lords
Baughen gehörte in seiner Eigenschaft als Bischof von Chester von Oktober 1987 bis August 1996 bis zu seinem Ruhestand als Bischof von Chester als Geistlicher Lord dem House of Lords an.
Im Hansard sind insgesamt 37 Wortbeiträge Baughens aus den Jahren von 1988 bis 1996 dokumentiert. Seine Antrittsrede hielt er am 24. Februar 1988 in der Debatte Opportunity and Income: Social Disparities. Am 2. Mai 1996 meldete er sich während seiner Amtszeit im House of Lords bei der Debatte zur Asylum and Immigration Bill zuletzt zu Wort.